# بکورنگل
بکورنگل (به لاتین: Bkurrengel) یک منطقهٔ مسکونی در پالائو است که در ایملیک واقع شده‌است.